# Das Salzburger große Welttheater
Das Salzburger große Welttheater ist ein Schauspiel von Hugo von Hofmannsthal. Es basiert auf dem Mysterienspiel Das große Welttheater von Pedro Calderón de la Barca. Dessen Grundkonzept wird beibehalten, die konkrete Ausgestaltung der Figuren (besonders des Bettlers) wird jedoch verändert, um auf die soziale und politische Krisensituation nach dem Ersten Weltkrieg Bezug nehmen zu können.

## Inhalt
Das Leben der Menschen wird allegorisch als Theaterstück dargestellt: Im Auftrag Gottes (hier als Meister bezeichnet), der durch Engel weitergeleitet wird, erhalten die noch ungeborenen Seelen von der personifizierten Welt ihre jeweilige Rolle, also das Leben, das sie zu führen haben. Vier Seelen erhalten Rollen, die verschiedene soziale Stände repräsentieren: der König, der Reiche, der Bauer und der Bettler. Zwei weitere erhalten Rollen als Personifikationen der Schönheit und der Weisheit. Abweichend von Calderóns Vorlage, lehnt sich die Seele, die ein Bettler werden soll, gegen dieses Schicksal auf und will die Rolle zunächst nicht spielen. In seinem irdischen Leben als Bettler wird er dann vom Bauern als Holzknecht angestellt und erhält deshalb eine Axt. Durch die Einflüsterungen des Widersachers, einer Art Teufelsfigur, ist er kurz davor, mit der Axt gewaltsam gegen die bestehende Ordnung vorzugehen, wird dann aber besänftigt und fügt sich in sein Schicksal. Am Ende erscheint der Tod, um die Personen aus ihrem irdischen Leben abzuberufen. Am meisten wehrt sich der Reiche gegen den Tod, bis der Bettler ihn tröstet und die Menschen, nun wieder als Seelen ohne irdisches Kostüm, von den Engeln zu Gott geführt werden.

## Publikations- und Aufführungsgeschichte
Die ersten Pläne für das Stück entstanden schon im Sommer 1919; Hofmannsthal und Max Reinhardt bereiteten zu dieser Zeit die ersten Salzburger Festspiele vor. Bis zur tatsächlichen Ausgestaltung des Werks dauerte es aber bis August 1921. Es erschien zuerst im Juli 1922 in der in München erscheinenden Zeitschrift Neue deutsche Beiträge (erste Folge, erstes Heft), die erste Buchveröffentlichung, mit einer abweichenden Textversion, erfolgte im gleichen Jahr beim Insel Verlag. Uraufgeführt wurde es am 12. August 1922 im Rahmen der Salzburger Festspiele unter der Regie von Max Reinhardt. Die Musik stammte von Einar Nilson, das Bühnenbild schuf Alfred Roller, die Rolle des Bettlers spielte Alexander Moissi.
Während Hofmannsthals anderes Mysterienspiel Jedermann sich als fester Bestandteil der Festspiele etabliert hat, konnte sich Das Salzburger große Welttheater nicht durchsetzen und war nur 1925 nochmal im Programm, wofür es erneute Textänderungen gab. 1933 inszenierte Reinhardt das Stück erneut in Berlin, die Premiere fand am 1. März statt.
1947 und 1949 entstanden zwei Hörspielfassungen, die erste wurde vom RIAS produziert (Regie: Hanns Korngiebel), die zweite vom Hessischen Rundfunk (Regie: Hans Kettler). 1961 folgte eine Fernseh-Inszenierung des NDR unter der Regie von Hans Jaray.